# Kennemerbrug (Alkmaar)
De Kennemerbrug is een vaste brug in de Noord-Hollandse stad Alkmaar. De eerste vermelding of bouwjaar van de brug is in 1597. De brug ligt in de straat Kennemersingel en overspant de Oude Zandersloot. In de jaren 20 van de twintigste eeuw ontstond discussie of de brug niet vernoemd zou moeten worden naar Kennemersingelbrug, naar de straat waarin hij ligt.